# Mercedes S65 AMG

El Mercedes S65 AMG es la berlina más potente fabricada por Mercedes AMG y como el S63 AMG es una versión modificada de la clase S.

## Información general
La primera generación del S65 llegó en 2006 llevando un motor V12 más pequeño que el de hoy en día. En 2006, AMG dio al S65, un motor 6.0 V12 Biturbo que generaba 590 CV y 830 Nm/M. Hoy, el S65 lleva un motor de kW463(630HP) de potencia . Este motor es usado en todos los coches 65 de AMG.
El actual S65 AMG de 2013 recibió un lavado de cara: faros led con iluminación que se ajusta automáticamente según las necesidades del ambiente, faros antiniebla y las luces de cola. Tiene importantes cambios en los datos del motor y los valores de rendimiento, ha sido aún posible reducir el consumo de combustible y las emisiones de CO2 . Algunas de las nuevas tecnologías del S65 son por ejemplo un estabilizador de viento cruzado, dirección activa, y el sistema de frenos de adaptación de Mercedes, el sistema de prevención de colisión y una renovación al 100% de diseño del interior.

## Transmisión
Los coches 65, llevan una transmisión de 5 marchas automática ya que la G-Tronic de 7 marchas no es capaz de soportar la fuerza del V12

## Motor
- Cilindrada: 6,0 L (5980 cm³) V12
- Diámetro cilindro : 82.6 mm x 93 mm
- Par nominal: 1000 NM a 2000-4000 rpm
- Válvula por cilindro: 3
- Relación de compresión: 9:1
- Zona roja RPM: 6050 rpm

## Dimensiones exteriores
- Largo: 5252 mm
- Alto: 1490 mm
- Ancho: 2113 mm

## Desempeño
- motor: V12
- Potencia: 612 hp/ 6000 Rpm
- Aceleración 0-100 km/H: 4.3 s
- Vel. Max: 250(limitada electrónicamente) o 320(sin limitador)